# Alí ibn Makula
Abu-Nasr Alí ibn Hibat-Al·lah ibn Jàfar al-Ijlí, més conegut com a Alí ibn Makula (nascut a Ocbara, prop de Bagdad el 1030 o 1031-1082/1083), conegut pel malnom d'al-Amir, fou un tradicionista i genealogista musulmà, fill del visir buwàyhida Hibat-Al·lah ibn Makula.
Va estudiar a Bagdad i després va treballar a Iraq, Khurasan, Síria, Egipte, i Fars. Als darrers anys de la seva vida fou oficial seljúcida i va servir en diverses feines entre les quals la més destacada fou la de l'ambaixada que va dirigir a Bukharà per obtenir el reconeixement del nou califa al-Muqtadi (1075-1094). Fou assassinat (1082/1083) per bandits de camí turcs en un viatge que unes fonts diuen que fou a Khuzestan i altres al Kirman.
Va escriure diverses obres: Kitab al-ikmal fi raf arid al-irtiyab an al-mutalef wa l-muktalef min al-asma wa l-kunya wa l-ansab (obra que tracta dels noms propis musulmans, redactada entre 1071 i 1075); Kitab tahdhib mustamer al-awham; i Mufakharat al-kalam wa l-sayf wa l-dinar (perduda).